# Frans Greenwood
Frans Greenwood (Rotterdam, 17 aprile 1680 – Dordrecht, 29 ottobre 1763) è stato un pittore e incisore olandese.

## Biografia
ERa figlio di un mercante dello Yorkshire. Fece del praticantato per diventare un commerciante e divenne un esattore delle tasse a Dordrecht nel 1726. Come il poeta di Amsterdam, Vondel che prima di lui aveva lavorato nel suo ufficio di Amsterdam, il suo nuovo lavoro lo aiutò a diventare un artista, perché durante gli orari di ufficio ebbe l'opportunità di leggere e divenne un poeta e un calligrafo. Incise le sue poesie sul vetro e inventò l'incisione punteggiata su vetro. Si specializzò nella creazione di quadri moralistici su vetro vagamente basati su dipinti popolari ed emblemi dei suoi tempi. Greenwood influenzò altri incisori a Dordrecht e il suo seguace più importante fu Aert Schouman.